# Pago Veiano
Pago Veiano (Pào in campano) è un comune italiano di 2 167 abitanti della provincia di Benevento in Campania.
Anticamente Pago, assunse l'attuale denominazione con Regio Decreto nel 1863.

## Geografia fisica
Il territorio del comune, dalla superficie di 23,7 km², si sviluppa su di un rilievo dalla morfologia collinare avente un'altitudine massima di 552 m. Tra le risorse naturali si segnala la presenza del fiume Tammaro, che per un lungo tratto costituisce il limite settentrionale e orientale del territorio comunale. Il clima tipicamente temperato denota periodi di aridità nei mesi estivi e piogge nel periodo invernale, talvolta anche precipitazioni a carattere nevoso.
Oltre a numerose piante ed arbusti selvatici che crescono spontaneamente nell'ambito del territorio, la composizione del terreno ha favorito la diffusione delle colture degli alberi da frutto, della vite e dell'olivo. Vi sono inoltre numerose specie di piccoli mammiferi, di uccelli ed animali da cortile, tra cui qualche esemplare di pavone raffigurato anche nell'emblema del comune.
Come altri 46 comuni della provincia è classificato a rischio sismico elevato e come altri 32 a rischio idrogeologico molto elevato.

## Storia
Le origini di Pago Veiano affondano le loro radici in epoca assai remota, anche se tuttavia si suppone che i primi insediamenti, ove risulta attualmente localizzato, risalgano ad un periodo compreso tra l'XI e il XII secolo. Numerosi reperti rinvenuti durante i secoli scorsi ci testimoniano l'esistenza, già in età romana, di due villaggi (o distretti) localizzati in prossimità l'uno dell'altro: un pagus Meflanus ed un pagus Vetanus. A quanto pare questi due piccoli insediamenti si articolavano lungo le rive del fiume Tammaro, importante arteria di comunicazione per i traffici del tempo. Proprio lungo la riva sinistra sembra si snodasse uno dei calles sannitici allargato e poi successivamente migliorato in età romana, contribuendo poi a costituire un tratto della via Herculia. È durante il periodo medioevale che questa prende il nome di Regio Tratturo, raggiungendo una larghezza di 55 m ed uno sviluppo orizzontale di 211 km, divenendo percorso obbligato per la transumanza delle greggi, offrendo un valido contributo allo sviluppo dell'allevamento e dell'agricoltura sannita.

### Epoca romana
Il ritrovamento di numerosi reperti e testimonianze storiche quali tombe, epigrafi, monete ed altri oggetti di piccole e medie dimensioni rendono alquanto interessante e suggestiva la storia di Pago anche se, tuttavia, spesso non riescono a fornire una visione chiara su determinati aspetti del passato, innescando delle accese dispute tra gli studiosi e gli archeologi che si sono prodigati nella valutazione di quanto rinvenuto. Tracce di centri abitati pagi e ruderi presenti nelle contrade di Terraloggia, Casalini, Piane e Torre manifestano la presenza di insediamenti di età romana, anche se non si tratta di fonti in grado di garantire una corretta argomentazione storica.
A sfatare i dubbi suscitati da tali testimonianze riguardo all'origine romana del paese è l'epigrafe rinvenuta nel 1845 in contrada Li Piani dedicata a Caio Safronio Secondo, attualmente murata nella facciata dell'abitazione sita in Corso Margherita n. 183. Essa risale al 167 d.C. La traduzione letterale di quanto inciso recita:
“Caio Safronio Secondo, figlio di Caio, della tribù Stellatina, edile e decurione di Benevento, curatore e patrono del pago Vetano, con suo denaro fece i refettori e nell'inaugurazione diede un banchetto ai pagani, al tempo del terzo consolato dell'imperatore Vero.”

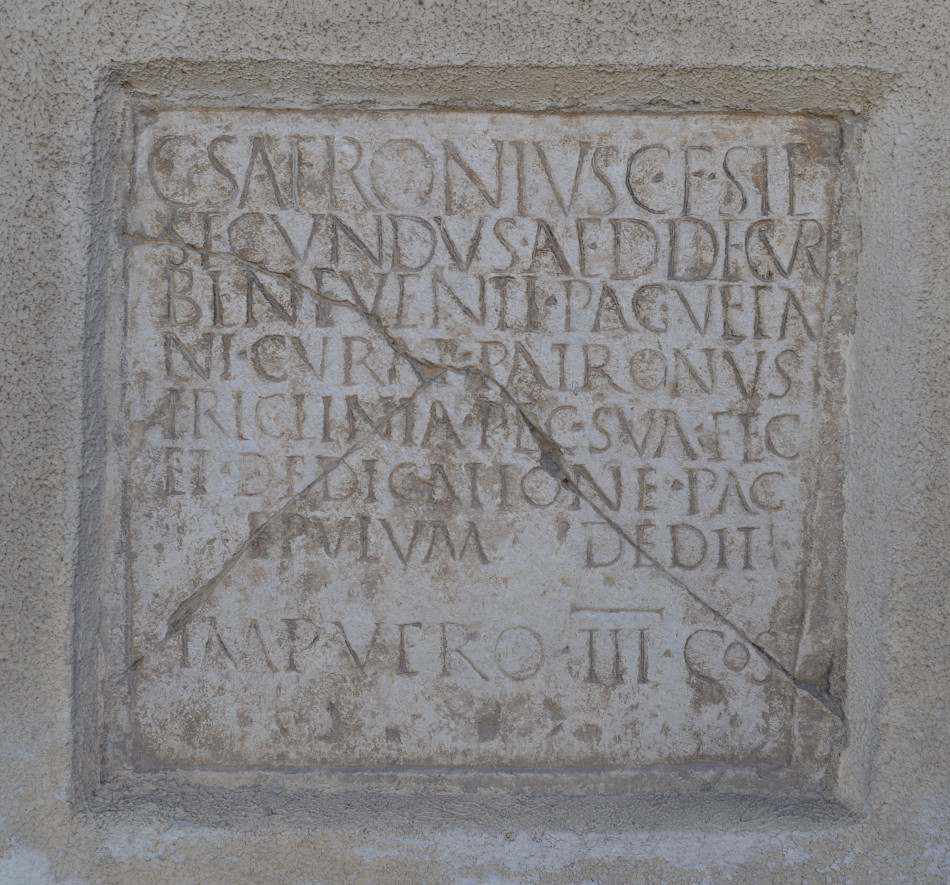
Epigrafe di Caio Safronio Secondo in Pago V. (BN)

Il consiglio comunale, guidato dal primo sindaco postunitario Marchese Nicola Polvere, deliberò di aggiungere al nome Pago l'attributo Vetano o Veiano. Il decreto del 22 gennaio 1863 firmato dal Re a Torino autorizzò il cambio di denominazione del comune di Pago in Pago Veiano, assecondando il parere dell'archeologo tedesco Theodor Mommsen. L'ultima parola della terza riga dell'epigrafe suscitò una disputa tra questi e Raffaele Garrucci che leggeva Vetano e continua tuttora a dividere i pareri degli studiosi del campo.
Ulteriore conferma dell'esistenza di tale territorio è attribuita al dato di fatto che Pago Veiano era abitato da cittadini della tribù Stellatina, una delle 35 tribù rustiche a cui venivano iscritte le popolazioni italiche dopo aver ottenuto la cittadinanza romana. Le are votive, le steli funerarie e i cippi disseminati in varie zone del territorio testimoniano la probabile espletazione delle pratiche religiose e delle attività svolte da codeste popolazioni. Molto popolari e praticati erano i culti delle maggiori divinità agresti della religione romana, soprattutto quelli dedicati a Cerere e a Libero. L'attività lavorativa dominante era quella agricola.
Poche sono le certezze che abbiamo sui pagi romani; si presume che molti reperti fossero stati distrutti dai terremoti avvenuti o dalle continue invasioni dei popoli subentrati sul territorio.
Sorprendente appare l'aver scoperto che la tribù dei Liguri Bebiani, provenienti dal settentrione d'Italia, abbia dei trascorsi storici nell'area del territorio del fiume Tammaro e che vi siano dei forti legami con i pagi.

### Medioevo
La tradizione romana dei pagi doveva essere ancora molto forte in età medioevale, ragione per la quale probabilmente il nuovo paese fu chiamato proprio Pago. Ci risulta comunque difficile datare con esattezza l'origine dell'attuale paese che certamente risale ad un'epoca successiva al Mille. Dal catalogo dei baroni normanni, compilato tra il 1140 e 1161, riscontrabile nel Grande Archivio di Napoli nel registro di Carlo, duca di Calabria, si pensa che Pago non esistesse ancora in epoca normanna. Nel 1299, nell'atto ufficiale, Carlo II d'Angiò detto lo Zoppo, attribuì centotrentadue terre al Principato Ultra, ma Pago non viene nominato. Solo nella documentazione risalente al 1320 abbiamo un qualcosa di più attendibile: il Cedolario dell'epoca citava il nome Phatum ed il paese fu tassato per 4 once,15 tari e 13 grana. La popolazione viveva in condizioni di estrema indigenza e precarietà, stato delle cose comprovato da un elevato tasso di mortalità. Un riferimento a Pago cita: L'università di Monteleone, insieme con le terre di Pago, Taurasi, Terra Rossa, e Pietrelcina doveva contribuire alla riparazione del castello imperiale di Buonalbergo.

### Età moderna
Secondo alcuni dati, nel 1542 il paese risultava abitato da 28 famiglie, numero che sale a 32 nel 1545 e soltanto a 33 nel 1561. Circa un secolo dopo il numero degli abitanti viene ulteriormente decimato dall'irruente epidemia di peste del 1656, il cui avvento viene attribuito, probabilmente anche a causa della scarsa levatura culturale dell'epoca, ad un castigo divino atto a punire i peccatori sulla terra. Oltre alla preghiera e alla supplica per la richiesta dell'indulgenza a san Donato, patrono locale, i provvedimenti per evitare il contagio furono praticamente nulli. L'unica precauzione adottata fu quella di seppellire i cadaveri in una zona distante dal centro abitato, prossima all'attuale Corso Margherita. Ad aggravare la situazione sopraggiunse il terremoto della vigilia di Pentecoste del 1688, calamità che comportò il danneggiamento degli edifici e notevoli altri danni di natura materiale ma che, tuttavia, non fece salire in maniera rilevante il numero delle vittime. La ripresa di Pago dal punto di vista globale era anche frenata da un sistema di governo piuttosto vacillante, strettamente legato al feudalesimo, che di conseguenza favoriva il predominio delle classi socialmente più elevate.
A passarsi il testimone nel possesso feudale del paese furono le famiglie dei Di Capua, Cutillo, Brancaccio e Maio-Durazzo. Notevoli erano i tributi e balzelli che il popolo era costretto a versare nelle casse dei signorotti locali, innescando un processo di sudditanza che si protrae fino alla prima metà dell'Ottocento.
Oltre al pagamento di dazi sul prezzo delle vigne e delle case, ai coloni era imposto, ogni anno, l'obbligo di trasportare al palazzo baronale un carro di paglia per ogni paio di buoi posseduto. Alla Chiesa invece spettava la decima sui raccolti in ragione di uno ogni dieci tomoli. Per il lino e per la canapa bisognava consegnare un manipolo per ogni undici raccolti. Coloro che seminavano pagavano la decima personale: due carlini a persona. Anche le colture di conseguenza erano piuttosto mirate a soddisfare le esigenze commerciali dei signori: grano, orzo, avena, legumi, oltre alla canapa ed al lino precedentemente citati.
Nel quadriennio 1743-46 il suo territorio fu soggetto alla competenza territoriale del regio consolato di commercio di Ariano, nell'ambito della provincia di Principato Ultra.

### Età contemporanea
Ultimi signori di questo frangente storico furono i De Maio-Durazzo, i quali, anche in seguito alla legge del 2 agosto 1806, in virtù della quale l'ordinamento feudale veniva “formalmente e totalmente abolito”, continuarono a conservare in maniera spudorata il titolo di marchesi di
Pago e il diritto di “patronato nella nomina dell'arciprete”. Gli avvenimenti politici di inizio secolo ebbero la loro ripercussione anche a Pago dove il rigido sistema feudale venne incrinato, comportando una nuova ripartizione del territorio: terreni feudali soggetti agli usi civili; demani universali, terre appadronate appartenenti ai cittadini dell'università; terreni di proprietà del feudatario. Si trattava però di un cambiamento soltanto formale, anche perché nella realtà le cose non subirono grosse variazioni, garantendo agli ex feudatari il mantenimento dei privilegi avuti fino a quel momento. Da un punto di vista strettamente amministrativo il paese era stato aggregato al circondario di Pescolamazza, a sua volta compreso nel distretto di Ariano.
Nel 1837 è la volta del colera che miete decine di vittime, 112 solo nel mese di settembre. Tale fenomeno non incide sul tasso demografico degli anni successivi, essendo il numero delle morti controbilanciato da un crescente aumento delle nascite. Il malcontento generale ed un insostenibile condizione di vita alimentano il desiderio di ribellione della popolazione che sfocia ben presto in una serie di rivolte e sommosse popolari.
Il 18 settembre 1860 alcuni abitanti di Pago tentarono con la forza di impossessarsi del feudo di Terraloggia. È con lo stesso spirito che il 7 agosto del 1861, durante la processione dedicata a san Donato, Nicola Morganella, detto Garibaldi o Galibardi, capeggia un gruppo di rivoltosi fregiati di coccarda rossa che con abile manovra riesce a disarmare la guardia nazionale, brucia il tricolore e infrange lo stemma sabaudo sostituendolo con le insegne borboniche.
Il 9 agosto giunge Pilorusso, il più famigerato brigante della zona, con un seguito di 400 uomini, invitato probabilmente da Antonio La Molinara detto Zirpolo, rivoltoso locale nonché brigante anch'egli. Il loro arrivo portò devastazione e disordini in paese, operando saccheggi e incendiando le abitazioni delle persone più in vista di Pago o di coloro che simpatizzavano per i «Piemontesi». Sempre in questa occasione il cavaliere Giovanni Pizzella venne ammanettato dai briganti e condotto nel bosco di Calise dove venne minacciato di morte, successivamente depredato dei suoi beni e trascinato a coda di cavallo lungo le strade del paese. Evitò la fucilazione per grazia ricevuta in seguito alle implorazioni dei notabili locali, ma venne mandato nudo a Benevento.
Altri personaggi illustri quali l'arciprete don Arcangelo Polvere, suo nipote don Peppino, Salvatore Crivella ed il notaio Bartolomeo Verderosa riuscirono miracolosamente a salvarsi.
Don Peppino trovò rifugio e valido nascondiglio in una stalla sotto lo stabbio.
I rivoltosi di Pago, insieme alla banda di Pilorusso, furono accolti in Pietrelcina dal popolo e dalla famiglia De Tommasi che, nel cortile del proprio palazzo, offrì loro cibo, bevande e denaro.
Contro i briganti, che credevano di avere la situazione in pugno, il governatore di Benevento, nella notte tra il 9 e 10 agosto, inviò delle truppe armate. Il reparto, giunto a contrada Mosti, si divise: un gruppo con a capo Rossi e Malimuerni, andò verso Pietrelcina, il resto, con a capo il colonnello Negri, proseguì verso Pesco. In quella stessa notte, i militari, arrivati a Pietrelcina, ammazzarono ed arrestarono alcuni briganti, colti nel sonno e nell'ubriachezza. Oltre a Pilorusso vennero incriminate ben 87 persone tra cui numerosi cittadini di Pago. L'11 agosto Negri si recò a Pietrelcina per arrestare i fautori della rivolta. 

### Simboli
Lo stemma è stato riconosciuto con D.C.G. del 10 novembre 1929 e rappresenta un pavone rotante al naturale in campo d'argento.
Il gonfalone, concesso con regio decreto del 17 ottobre 1929, è un drappo di rosso al palo di bianco.

## Monumenti e luoghi d'interesse
- Castello di Terraloggia, IX-X secolo (diroccato).
- Chiesa di San Donato, consacrata dall'arciprete Colombini nel maggio del 1765.
- Chiesa S. Maria a Tammaro, in località Tammaro abitata in epoca romana.
- Chiesa di san Michele, costruita con avanzi di antiche costruzioni romane.
- Palazzo Polvere, XVIII secolo casa natale e dimora del senatore, deputato al parlamento e marchese Nicola Polvere (completamente diroccato).

## Società

### Evoluzione demografica
Abitanti censiti